# Premi Pulitzer de Teatre
El Premi Pulitzer de Teatre és un dels set Premis Pulitzer estatunidencs que es concedeixen anualment per Lletres, Teatre i Música. És un dels Pulitzers originals, ja que el programa es va inaugurar el 1917 amb set premis, quatre dels quals es van concedir aquell any. (No es va atorgar cap premi de teatre, de manera que es va inaugurar el 1918, en certa manera.) Reconeix una obra teatral representada als Estats Units durant l'any natural anterior.
Fins al 2007, els requisits per al Premi Drama es van desenvolupar de l'1 al 2 de març per reflectir la "temporada" de Broadway en lloc de l'any natural que va regir la majoria dels altres premis Pulitzer.
El jurat del drama, format per un acadèmic i quatre crítics, assisteix a obres de teatre a Nova York i en teatres regionals. El consell del Pulitzer pot anul·lar l'elecció del jurat; el 1986, l'oposició de la junta a l'elecció del jurat de the CIVIL warS no va donar cap premi.
El 1955 Joseph Pulitzer, Jr., va pressionar el jurat del premi perquè presentés el premi a La gata sobre la teulada de zinc calenta, que el jurat havia considerat la més feble dels cinc candidats preseleccionats ("construït amb afició ... des dels punts de vista estilístic molestament pretensiós"), en lloc de The Flowering Peach de Clifford Odets (l'opció preferida) o The Bad Seed, la seva segona opció. Who's Afraid of Virginia Woolf? d'Edward Albee va ser seleccionada pel Premi Pulitzer de Teatre de 1963 pel comitè d'aquest premi. No obstant això, la selecció del comitè va ser anul·lada pel consell assessor del premi, els patrons de la Universitat de Colúmbia, a causa del controvertit ús de la profanació i els temes sexuals de l'obra. Si Albee hagués estat guardonat, estaria empatat amb Eugene O'Neill com a màxim guanyador de premis Pulitzer per Teatre (quatre).

## Premis i nominacions
En els seus primers 98 anys, fins al 2013, el Pulitzer de Teatre va ser atorgat en 82 ocasions, no es va concedir 15 anys i mai no va ser dividit.
El major nombre de receptors del premi en un any són cinc, quan Michael Bennett, James Kirkwood, Jr., Nicholas Dante, Marvin Hamlisch i Edward Kleban van compartir el premi de 1976 pel musical A Chorus Line.

### 1910s
| Any               | Producció            | Autor |
| ----------------- | -------------------- | ----- |
| 1917              |                      |       |
| no es va concedir | N/D                  |       |
| 1917              |                      |       |
| Why Marry?        | Jesse Lynch Williams |       |
| 1919              |                      |       |
| no es va concedir | N/D                  |       |

### 1920s
| Any                        | Producció      | Autor |
| -------------------------- | -------------- | ----- |
| 1920                       |                |       |
| Beyond the Horizon         | Eugene O'Neill |       |
| 1921                       |                |       |
| Miss Lulu Bett             | Zona Gale      |       |
| 1922                       |                |       |
| Anna Christie              | Eugene O'Neill |       |
| 1923                       |                |       |
| Icebound                   | Owen Davis     |       |
| 1924                       |                |       |
| Hell-Bent Fer Heaven       | Hatcher Hughes |       |
| 1925                       |                |       |
| They Knew What They Wanted | Sidney Howard  |       |
| 1926                       |                |       |
| Craig's Wife               | George Kelly   |       |
| 1927                       |                |       |
| In Abraham's Bosom         | Paul Green     |       |
| 1928                       |                |       |
| Strange Interlude          | Eugene O'Neill |       |
| 1929                       |                |       |
| Street Scene               | Elmer Rice     |       |

### 1930s
| Any                        | Producció                                       | Autor |
| -------------------------- | ----------------------------------------------- | ----- |
| 1930                       |                                                 |       |
| The Green Pastures         | Marc Connelly                                   |       |
| 1931                       |                                                 |       |
| Alison's House             | Susan Glaspell                                  |       |
| 1932                       |                                                 |       |
| Of Thee I Sing             | George S. Kaufman, Morrie Ryskind, Ira Gershwin |       |
| 1933                       |                                                 |       |
| Both Your Houses           | Maxwell Anderson                                |       |
| 1934                       |                                                 |       |
| Men in White               | Sidney Kingsley                                 |       |
| 1935                       |                                                 |       |
| The Old Maid               | Zoë Akins                                       |       |
| 1936                       |                                                 |       |
| Idiot's Delight            | Robert E. Sherwood                              |       |
| 1937                       |                                                 |       |
| You Can't Take It with You | Moss Hart, George S. Kaufman                    |       |
| 1938                       |                                                 |       |
| Our Town                   | Thornton Wilder                                 |       |
| 1939                       |                                                 |       |
| Abe Lincoln in Illinois    | Robert E. Sherwood                              |       |

### 1940s
| Any                      | Producció                     | Autor |
| ------------------------ | ----------------------------- | ----- |
| 1940                     |                               |       |
| The Time of Your Life    | William Saroyan               |       |
| 1941                     |                               |       |
| There Shall Be No Night  | Robert E. Sherwood            |       |
| 1942                     |                               |       |
| no es va concedir        | N/D                           |       |
| 1943                     |                               |       |
| The Skin of Our Teeth    | Thornton Wilder               |       |
| 1944                     |                               |       |
| no es va concedir        | N/D                           |       |
| 1945                     |                               |       |
| Harvey                   | Mary Coyle Chase              |       |
| 1946                     |                               |       |
| State of the Union       | Russel Crouse, Howard Lindsay |       |
| 1947                     |                               |       |
| no es va concedir        | N/D                           |       |
| 1948                     |                               |       |
| A Streetcar Named Desire | Tennessee Williams            |       |
| 1949                     |                               |       |
| Death of a Salesman†     | Arthur Miller                 |       |

### 1950s
| Any                                                              | Producció                                           | Autor |
| ---------------------------------------------------------------- | --------------------------------------------------- | ----- |
| 1950                                                             |                                                     |       |
| South Pacific*                                                   | Richard Rodgers, Oscar Hammerstein II, Joshua Logan |       |
| 1951                                                             |                                                     |       |
| no es va concedir                                                | N/D                                                 |       |
| 1952                                                             |                                                     |       |
| The Shrike                                                       | Joseph Kramm                                        |       |
| 1953                                                             |                                                     |       |
| Picnic                                                           | William Inge                                        |       |
| 1954                                                             |                                                     |       |
| The Teahouse of the August Moon†                                 | John Patrick                                        |       |
| 1955                                                             |                                                     |       |
| La gata sobre la teulada de zinc calenta (Cat on a Hot Tin Roof) | Tennessee Williams                                  |       |
| 1956                                                             |                                                     |       |
| The Diary of Anne Frank                                          | Albert Hackett i Frances Goodrich                   |       |
| 1957                                                             |                                                     |       |
| Long Day's Journey into Night†                                   | Eugene O'Neill                                      |       |
| 1958                                                             |                                                     |       |
| Look Homeward, Angel                                             | Ketti Frings                                        |       |
| 1959                                                             |                                                     |       |
| J.B.†                                                            | Archibald MacLeish                                  |       |

### 1960s
| Any                                               | Producció                                                   | Autor |
| ------------------------------------------------- | ----------------------------------------------------------- | ----- |
| 1960                                              |                                                             |       |
| Fiorello!*                                        | Jerome Weidman, George Abbott, Jerry Bock i Sheldon Harnick |       |
| 1961                                              |                                                             |       |
| All the Way Home                                  | Tad Mosel                                                   |       |
| 1962                                              |                                                             |       |
| How to Succeed in Business Without Really Trying* | Frank Loesser and Abe Burrows                               |       |
| 1963                                              |                                                             |       |
| no es va concedir                                 | N/D                                                         |       |
| 1964                                              |                                                             |       |
| no es va concedir                                 | N/D                                                         |       |
| 1965                                              |                                                             |       |
| The Subject Was Roses†                            | Frank D. Gilroy                                             |       |
| 1966                                              |                                                             |       |
| no es va concedir                                 | N/D                                                         |       |
| 1967                                              |                                                             |       |
| A Delicate Balance                                | Edward Albee                                                |       |
| 1968                                              |                                                             |       |
| no es va concedir                                 | N/D                                                         |       |
| 1969                                              |                                                             |       |
| The Great White Hope†                             | Howard Sackler                                              |       |

### 1970s
| Any                                                   | Producció                                                                                | Autor |
| ----------------------------------------------------- | ---------------------------------------------------------------------------------------- | ----- |
| 1970                                                  |                                                                                          |       |
| No Place to Be Somebody                               | Charles Gordone                                                                          |       |
| 1971                                                  |                                                                                          |       |
| The Effect of Gamma Rays on Man-in-the-Moon Marigolds | Paul Zindel                                                                              |       |
| 1972                                                  |                                                                                          |       |
| no es va concedir                                     | N/D                                                                                      |       |
| 1973                                                  |                                                                                          |       |
| That Championship Season†                             | Jason Miller                                                                             |       |
| 1974                                                  |                                                                                          |       |
| no es va concedir                                     | N/D                                                                                      |       |
| 1975                                                  |                                                                                          |       |
| Seascape                                              | Edward Albee                                                                             |       |
| 1976                                                  |                                                                                          |       |
| A Chorus Line*                                        | Michael Bennett, Nicholas Dante and James Kirkwood, Jr., Marvin Hamlisch i Edward Kleban |       |
| 1977                                                  |                                                                                          |       |
| The Shadow Box†                                       | Michael Cristofer                                                                        |       |
| 1978                                                  |                                                                                          |       |
| The Gin Game                                          | Donald L. Coburn                                                                         |       |
| 1979                                                  |                                                                                          |       |
| Buried Child                                          | Sam Shepard                                                                              |       |

### 1980s
| Any                            | Producció                       | Autor |
| ------------------------------ | ------------------------------- | ----- |
| 1980                           |                                 |       |
| Talley's Folly                 | Lanford Wilson                  |       |
| 1981                           |                                 |       |
| Crimes of the Heart            | Beth Henley                     |       |
| 1982                           |                                 |       |
| A Soldier's Play               | Charles Fuller                  |       |
| 1983                           |                                 |       |
| 'night, Mother                 | Marsha Norman                   |       |
| True West                      | Sam Shepard                     |       |
| 1984                           |                                 |       |
| Glengarry Glen Ross            | David Mamet                     |       |
| Fool for Love                  | Sam Shepard                     |       |
| Painting Churches              | Tina Howe                       |       |
| 1985                           |                                 |       |
| Sunday in the Park with George | James Lapine i Stephen Sondheim |       |
| The Dining Room                | A. R. Gurney                    |       |
| The Gospel at Colonus          | Lee Breuer, Bob Telson          |       |
| 1986                           |                                 |       |
| no es va concedir              | N/D                             |       |
| 1987                           |                                 |       |
| Fences†                        | August Wilson                   |       |
| Broadway Bound                 | Neil Simon                      |       |
| A Walk in the Woods            | Lee Blessing                    |       |
| 1988                           |                                 |       |
| Driving Miss Daisy             | Alfred Uhry                     |       |
| Boy's Life                     | Howard Korder                   |       |
| Talk Radio                     | Eric Bogosian                   |       |
| 1989                           |                                 |       |
| The Heidi Chronicles†          | Wendy Wasserstein               |       |
| Joe Turner's Come and Gone     | August Wilson                   |       |
| M. Butterfly†                  | David Henry Hwang               |       |

### 1990s
| Any                                       | Producció                      | Autor |
| ----------------------------------------- | ------------------------------ | ----- |
| 1990                                      |                                |       |
| The Piano Lesson                          | August Wilson                  |       |
| And What of the Night?                    | María Irene Fornés             |       |
| Love Letters                              | A. R. Gurney                   |       |
| 1991                                      |                                |       |
| Lost in Yonkers†                          | Neil Simon                     |       |
| Prelude to a Kiss                         | Craig Lucas                    |       |
| Six Degrees of Separation                 | John Guare                     |       |
| 1992                                      |                                |       |
| The Kentucky Cycle                        | Robert Schenkkan               |       |
| Conversations with My Father              | Herb Gardner                   |       |
| Miss Evers' Boys                          | David Feldshuh                 |       |
| Two Trains Running                        | August Wilson                  |       |
| Sight Unseen                              | Donald Margulies               |       |
| 1993                                      |                                |       |
| Angels in America: Millennium Approaches† | Tony Kushner                   |       |
| The Destiny of Me                         | Larry Kramer                   |       |
| Fires in the Mirror                       | Anna Deavere Smith             |       |
| 1994                                      |                                |       |
| Three Tall Women                          | Edward Albee                   |       |
| Keely and Du                              | Jane Martin                    |       |
| A Perfect Ganesh                          | Terrence McNally               |       |
| 1995                                      |                                |       |
| The Young Man from Atlanta                | Horton Foote                   |       |
| The Cryptogram                            | David Mamet                    |       |
| Seven Guitars                             | August Wilson                  |       |
| 1996                                      |                                |       |
| Rent*                                     | Jonathan Larson                |       |
| A Fair Country                            | Jon Robin Baitz                |       |
| Old Wicked Songs                          | Jon Marans                     |       |
| 1997                                      |                                |       |
| no es va concedir                         | N/D                            |       |
| Collected Stories                         | Donald Margulies               |       |
| The Last Night of Ballyhoo†               | Alfred Uhry                    |       |
| Pride's Crossing                          | Tina Howe                      |       |
| 1998                                      |                                |       |
| How I Learned to Drive                    | Paula Vogel                    |       |
| Freedomland                               | Amy Freed                      |       |
| Three Days of Rain                        | Richard Greenberg              |       |
| 1999                                      |                                |       |
| Wit                                       | Margaret Edson                 |       |
| Running Man                               | Cornelius Eady i Diedre Murray |       |
| Side Man†                                 | Warren Leight                  |       |

### 2000s
| Any                                  | Producció                                     | Autor |
| ------------------------------------ | --------------------------------------------- | ----- |
| 2000                                 |                                               |       |
| Dinner with Friends                  | Donald Margulies                              |       |
| In the Blood                         | Suzan-Lori Parks                              |       |
| King Hedley II                       | August Wilson                                 |       |
| 2001                                 |                                               |       |
| Proof†                               | David Auburn                                  |       |
| The Play About the Baby              | Edward Albee                                  |       |
| The Waverly Gallery                  | Kenneth Lonergan                              |       |
| 2002                                 |                                               |       |
| Topdog/Underdog                      | Suzan-Lori Parks                              |       |
| The Glory of Living                  | Rebecca Gilman                                |       |
| Yellowman                            | Dael Orlandersmith                            |       |
| 2003                                 |                                               |       |
| Anna in the Tropics                  | Nilo Cruz                                     |       |
| The Goat or Who Is Sylvia?†          | Edward Albee                                  |       |
| Take Me Out†                         | Richard Greenberg                             |       |
| 2004                                 |                                               |       |
| I Am My Own Wife†                    | Doug Wright                                   |       |
| Man from Nebraska                    | Tracy Letts                                   |       |
| Omnium Gatherum                      | Theresa Rebeck i Alexandra Gersten-Vassilaros |       |
| 2005                                 |                                               |       |
| Doubt: A Parable†                    | John Patrick Shanley                          |       |
| The Clean House                      | Sarah Ruhl                                    |       |
| Thom Pain (based on nothing)         | Will Eno                                      |       |
| 2006                                 |                                               |       |
| no es va concedir                    | N/D                                           |       |
| Miss Witherspoon                     | Christopher Durang                            |       |
| The Intelligent Design of Jenny Chow | Rolin Jones                                   |       |
| Red Light Winter                     | Adam Rapp                                     |       |
| 2007                                 |                                               |       |
| Rabbit Hole                          | David Lindsay-Abaire                          |       |
| Bulrusher                            | Eisa Davis                                    |       |
| Orpheus X                            | Rinde Eckert                                  |       |
| Elliot, a Soldier's Fugue            | Quiara Alegría Hudes                          |       |
| 2008                                 |                                               |       |
| August: Osage County†                | Tracy Letts                                   |       |
| Dying City                           | Christopher Shinn                             |       |
| Yellow Face                          | David Henry Hwang                             |       |
| 2009                                 |                                               |       |
| Ruined                               | Lynn Nottage                                  |       |
| Becky Shaw                           | Gina Gionfriddo                               |       |
| In the Heights*                      | Lin-Manuel Miranda i Quiara Alegría Hudes     |       |

### 2010s
| Any                                             | Producció                  | Autor |
| ----------------------------------------------- | -------------------------- | ----- |
| 2010                                            |                            |       |
| Next to Normal                                  | Tom Kitt i Brian Yorkey    |       |
| Bengal Tiger at the Baghdad Zoo                 | Rajiv Joseph               |       |
| The Elaborate Entrance of Chad Deity            | Kristoffer Diaz            |       |
| In the Next Room (or The Vibrator Play)         | Sarah Ruhl                 |       |
| 2011                                            |                            |       |
| Clybourne Park†                                 | Bruce Norris               |       |
| Detroit                                         | Lisa D'Amour               |       |
| A Free Man of Color                             | John Guare                 |       |
| 2012                                            |                            |       |
| Water by the Spoonful                           | Quiara Alegría Hudes       |       |
| Other Desert Cities                             | Jon Robin Baitz            |       |
| Sons of the Prophet                             | Stephen Karam              |       |
| 2013                                            |                            |       |
| Disgraced                                       | Ayad Akhtar                |       |
| Rapture, Blister, Burn                          | Gina Gionfriddo            |       |
| 4000 Miles                                      | Amy Herzog                 |       |
| 2014                                            |                            |       |
| The Flick                                       | Annie Baker                |       |
| The (Curious Case of the) Watson Intelligence   | Madeleine George           |       |
| Fun Home*                                       | Jeanine Tesori i Lisa Kron |       |
| 2015                                            |                            |       |
| Between Riverside and Crazy                     | Stephen Adly Guirgis       |       |
| Marjorie Prime                                  | Jordan Harrison            |       |
| Father Comes Home From the Wars (Parts 1, 2, 3) | Suzan-Lori Parks           |       |
| 2016                                            |                            |       |
| Hamilton*                                       | Lin-Manuel Miranda         |       |
| The Humans†                                     | Stephen Karam              |       |
| Gloria                                          | Branden Jacobs-Jenkins     |       |
| 2017                                            |                            |       |
| Sweat                                           | Lynn Nottage               |       |
| A 24-Decade History of Popular Music            | Taylor Mac                 |       |
| The Wolves                                      | Sarah DeLappe              |       |
| 2018                                            |                            |       |
| Cost of Living                                  | Martyna Majok              |       |
| Everybody                                       | Branden Jacobs-Jenkins     |       |
| The Minutes                                     | Tracy Letts                |       |
| 2019                                            |                            |       |
| Fairview                                        | Jackie Sibblies Drury      |       |
| Dance Nation                                    | Clare Barron               |       |
| What the Constitution Means to Me               | Heidi Schreck              |       |

### 2020s
| Any                               | Producció                          | Autor |
| --------------------------------- | ---------------------------------- | ----- |
| 2020                              |                                    |       |
| A Strange Loop                    | Michael R. Jackson                 |       |
| Heroes of the Fourth Turning      | Will Arbery                        |       |
| Soft Power                        | David Henry Hwang i Jeanine Tesori |       |
| 2021                              |                                    |       |
| The Hot Wing King                 | Katori Hall                        |       |
| Circle Jerk                       | Michael Breslin and Patrick Foley  |       |
| Stew                              | Zora Howard                        |       |
| 2022                              |                                    |       |
| Fat Ham                           | James Ijames                       |       |
| Kristina Wong, Sweatshop Overlord | Kristina Wong                      |       |
| Selling Kabul                     | Sylvia Khoury                      |       |

## Musicals
Deu musicals han guanyat el Premi Pulitzer de teatre, aproximadament un per dècada, des de la dècada de 1930 fins a la dècada de 2020. Són: Of Thee I Sing, de George i Ira Gershwin's (1932), South Pacific de Rodgers and Hammerstein (1950), Fiorello! de Bock & Harnick (1960), How to Succeed in Business Without Really Trying de Frank Loesser (1962), A Chorus Line de Marvin Hamlisch, Edward Kleban, James Kirkwood, Jr., and Nicholas Dante' (1976), Sunday in the Park with George de Stephen Sondheim i James Lapine (1985), Rent de Jonathan Larson (1996), Next to Normal de Brian Yorkey i Tom Kitt (2010), Hamilton de Lin-Manuel Miranda (2016), i A Strange Loop de Michael R. Jackson (2020).
Sunday in the Park with George i Next to Normal són els únics musicals que van guanyar el Premi Pulitzer i no van guanyar el premi Tony al millor musical, tot i que aquest últim va guanyar els Tonys a la millor partitura original i a les millors orquestracions. (Of Thee I Sing es va estrenar abans que existissin els premis Tony mentre que A Strange Loop va estrenar-se a l'Off-Broadway a Playwrights Horizons i, per tant, no era elegible per als premis Tony de Broadway).
El guardó recau en el dramaturg, tot i que també es té en compte la producció de l’obra. En el cas que s’atorgui el premi a un musical, el compositor, lletrista i escriptor del llibret solen ser els destinataris. Una excepció a això va ser el primer Pulitzer atorgat a un musical: quan Of Thee I Sing va guanyar el 1932, els autors del llibret George S. Kaufman i Morrie Ryskind, així com el lletrista Ira Gershwin, van ser citats com a guanyadors, mentre que la comissió va passar per alt la contribució del compositor George Gershwin. La raó exposada va ser que el Premi Pulitzer de drama és un premi dramàtic i no musical. No obstant això, el 1950 el comitè Pulitzer va incloure al compositor Richard Rodgers com a destinatari quan South Pacific va guanyar el premi, en reconeixement de la música com a part integral i important de l'experiència teatral.
A més, des del 1983, quan es va donar a conèixer la identitat dels finalistes, cinc musicals han estat finalistes del premi Pulitzer de drama. Són: The Gospel at Colonus de Lee Breuer i Bob Telson's (1985); In the Heights de Lin-Manuel Miranda i Quiara Alegría Hudes (2009); Fun Home de Jeanine Tesori i Lisa Kron's (2014); A 24-Decade History of Popular Music de Taylor Mac (2017); i Soft Power de David Henry Hwang i Jeanine Tesori's (2020).¹Totes les dates indiquen l'any del premi. Generalment el musical en qüestió s'estrenà a Nova York durant l'any anterior o durant l'anterior temporada de Broadway.

## Multiples premis i nominacions
| Premis | Dramaturg          | Nominacions |
| ------ | ------------------ | ----------- |
| 4      | Eugene O'Neill     | 4           |
| 3      | Edward Albee       | 5           |
| 3      | Robert E. Sherwood | 3           |
| 2      | August Wilson      | 6           |
| 2      | George S. Kaufman  | 2           |
| 2      | Lynn Nottage       | 2           |
| 2      | Thornton Wilder    | 2           |
| 2      | Tennessee Williams | 2           |

| Nominations | Playwright             |
| ----------- | ---------------------- |
| 6           | August Wilson          |
| 5           | Edward Albee           |
| 4           | Eugene O'Neill         |
| 3           | Quiara Alegría Hudes   |
| 3           | David Henry Hwang      |
| 3           | Tracy Letts            |
| 3           | Donald Margulies       |
| 3           | Suzan-Lori Parks       |
| 3           | Robert E. Sherwood     |
| 3           | Sam Shepard            |
| 2           | Jon Robin Baitz        |
| 2           | Gina Gionfriddo        |
| 2           | John Guare             |
| 2           | A.R. Gurney            |
| 2           | Richard Greenberg      |
| 2           | Tina Howe              |
| 2           | Branden Jacobs-Jenkins |
| 2           | Stephen Karam          |
| 2           | George S. Kaufman      |
| 2           | David Mamet            |
| 2           | Lin-Manuel Miranda     |
| 2           | Lynn Nottage           |
| 2           | Neil Simon             |
| 2           | Jeanine Tesori         |
| 2           | Sarah Ruhl             |
| 2           | Alfred Uhry            |
| 2           | Thornton Wilder        |
| 2           | Tennessee Williams     |

Lynn Nottage és la única dramaturga que ha guanyat el premi en dues ocasions. Ella i August Wilson són els únics dramaturgs negres que l'han guanyat.
Jon Robin Baitz, Gina Gionfriddo, John Guare, A.R. Gurney, Richard Greenberg, Tina Howe, Branden Jacobs-Jenkins, Stephen Karam i Sarah Ruhl han estat nomenats finalistes en dues ocasions sense guanyar-lo. David Henry Hwang és la única persona que ho ha estat en tres ocasions sense guanyar-lo. Lin-Manuel Miranda i Jeanine Tesori són els únics que han estat nomenats finalistes en dues ocasions per escriure i compondre un musical, amb Miranda guanyant-lo el 2016.